# Haddorf (Wettringen)
Haddorf ist ein Ortsteil der Gemeinde Wettringen im nordrhein-westfälischen Kreis Steinfurt. 
Der Ort liegt nördlich des Kernortes Wettringen. Westlich fließt die Vechte und verläuft die Landesstraße L 567. Die Landesgrenze zu Niedersachsen verläuft unweit nordwestlich.

## Sehenswürdigkeiten
In der Liste der Baudenkmäler in Wettringen (Münsterland) ist für Haddorf seit dem Jahr 1986 ein Grabhügelfeld als Baudenkmal eingetragen.